# Мексико
Мексико (шп. México), званично Сједињене Мексичке Државе (скр. СМД; шп. Estados Unidos Mexicanos, скр. ), држава је у Северној Америци која се на северу граничи са САД, на југоистоку са Гватемалом и Белизеом, на западу са Тихим океаном, а на истоку са Мексичким заливом и Карипским морем.
Површина Мексика износи 1.972.550 km² и по томе је 13. држава у свету.
Главни и највећи град Мексика је Мексико, а други већи градови су Екатепек де Морелос, Гвадалахара, Пуебла, Сијудад Хуарез, Тихуана, Монтереј и Леон.
Број становника Мексика, према подацима из 2015. године, износио је 125.280.000, што је на 11. месту на свету.
У преколумбовском Мексику постојале су многе индијанске културе које су створиле напредне цивилизације као што су Олмеци, Толтеци, Теотивакан, Запотеци, Маје и Астеци.
Шпанија је 1521. године покорила ову територију и организовала је у Нову Шпанију.
Мексико је стекао независност од Шпаније 1810. године.
Период после стицања независности обележиле су привредне нестабилности, Америчко-мексички рат и територијални уступци САД, грађански рат, два царства и диктатура. Диктатура је 1910. године довела до Мексичке револуције, што је довело до доношења Устава из 1917. и успостављања данашњег политичког система.
Према Светској туристичкој организацији, Мексико привлачи највише страних туриста у Латинској Америци, док је у светским размерама на десетом месту. Томе доприносе и културни и природни локалитети које је Унеско уврстио у Светску баштину; има их 31, што Мексико сврстава на прво место у Америци и шесто у свету.
Према бруто домаћем производу, Мексико је четрнаеста глобална економија, а по паритету куповне моћи налази се на једанаестом месту у свету.
Према извештају УН из 2011, мексички индекс хуманог развоја је био 0,770, те се Мексико нашао на 57. месту у свету. Међутим, расподела богатства је неуједначена, јер у земљи постоје крајеви са различитим људским развојним индексом; неки крајеви су високо развијени попут Немачке, а неки сиромашни као Бурунди.
Такође, Мексико је једна од земаља са највећим климатским диверзитетом у свету, сматра се једном од 17 земаља света са мегадиверзитетом; у Мексику се налази 10—12% светске биолошке разноврсности, а такође је и дом за преко 12.000 ендемских врста.
Политички, Мексико је демократска, федерална република која се састоји од 32 државе, то јест од 31 државе и једног федералног округа.
Седиште владе и синдиката налазе се у Мексику, чија територија је одређена као федерални округ.

## Име
Данашња држава Мексико јесте политички ентитет који је настао у 19. веку. Од потврђивања федералне државе, званично име ове земље јесте Сједињене Мексичке Државе, иако се у Федералном уставу Сједињених Мексичких Држава из 1824. године користе наизменично изрази као „мексичка нација“ и „Сједињене Мексичке Државе“. Федералним уставом Сједињених Мексичких Држава из 1857. године озваничава се име „Мексичка Република“, али у самом тексту и овог устава, и даље се користи име „Сједињене Мексичке Државе“. Важећи устав, изгласан 1917. године, успоставља назив „Сједињене Мексичке Државе“ као званично име државе.
Назив „Мексиканац“ (шп. mexicano) користио се у шпанском језику од првих контаката Европљана са америчким домороцима па све до данас, и то у различитим значењима. За Шпанце 16. века, Мексиканци су били становници Теночтитлана, а њихов језик — наватл — називао се мексичким (шп. mexicano). Током колонијалног доба, креолци и Европљани који су се настанили у Вицекраљевству Нова Шпанија користили су тај термин за саме себе. Вође рата за независност такође су били неодлучни у именовању, како државе тако и њених становника. Почев од Плана у Игвали 1821. када је проглашена независност Мексика, држава ће дефинитивно добити име Мексико, а њени становници ће се називати Мексиканцима.
Сама реч „Мексико“ потиче из домородачког језика наватл, чије је значење врло дискутабилно. Ради се о речи Mēxihco  изговара се „мешико“) којом се именовала престоница народа Мешика, тј. Астека. Према Бернардину де Саагуну, ова реч значи „на пупку месеца“. Ову претпоставку касније су усвојили и Сесилио Робело, Алфонсо Касо и Гутијере Тибон, која је добила на својој популарности преко бесплатних уџбеника. Критике на рачун ове теорије ишле су у правцу тврђења да морфологија језика наватл не дозвољава деривацију топонима на основу предложених речи. Франсиско Хавијер Клавихеро је предлагао да би овај топоним требало да се тумачи као „место у Мечитлију“, тј. „Уицилопочтли“, јер је Мечитли било једно од алтернативних имена. У истом тексту, Клавихеро додаје напомену у којој каже да је једно време веровао да ова реч значи „у средини магвеја“ (магвеј је друго име за агаву), али преко историје Мешика тј. Астека, дошао је до закључка да се овај топоним односи на главног астечког бога.

## Историја

### Преколумбовски период
Тренутну територију модерног Мексика откриле су и настаниле номадске групе ловаца и сакупљача пре 30.000 година. Око 9000. године пре н. е, развили су се процеси који су довели до доместикације биљака као што су бундева или тиква у долини Тевакан и планине Тамаулипаса. Кукуруз је припитомљен око четврт миленијума пре наше ере и представљао је прави бум који је довео до стварања првих насеобина у Средњој Америци.
Становници региона познатог као Аридоамерика и даље су водили номадски живот, мада су такође одржавали везе са Средњоамериканцима. На неким местима могу се видети трагови насеобина од најстаријих времена, као нпр. Куева де ла Пера (12.000 година п. н. е.), Куева де ла Канделарија (8.000 година п. н. е.), Ел Кончалито (1000 година п. н. е.), као и пећинско сликарство на Сијери де Сан Франсиско.
Први почеци средњоамеричке цивилизације смештају се у период од 2500. п. н. е., када настају грнчарство и прве земљорадничке насеобине до 1500. п. н. е. Током преткласичног средњоамеричког периода који подразумева период између 15. века п. н. е. и 4. века п. н. е., раширила се олмечка култура по целој Средњој Америци. Неки од битних центара олмечке цивилизације били су Вента, Трес Запотес, Теопантекванитлан. Након опадања олмечке културе, дошло је до истовременог процвата неколико различитих култура. На западу Средње Америке цветала је традиција гробова са удубљењима, у Мексичком заливу развијала се епиолмечка култура, као и Средњоамерички продужени календар.
Око 2. века настаје Класичан средњоамерички период који траје до 8. века. У овом периоду истичу се култура настала око града Теотивакан и култура Маја. Прва је контролисала трговину у центру Мексика и имала је јаке савезнике као нпр. Монте Албан. Средњоамеричка цивилизација се проширила ка северу све до насеобина у пустињи, као нпр. Кемада, и допринела је развоју народа Оасисамерике, као нпр. антички град Пакиме.
Након опадања култура Теотивакана и Маја, између 10. и 12. века, настаје Тољан-Чикокотитлан, престоница толтечке културе која је допринела напретку културе Микстека и других народа Средње Америке. Након Толтека, главну улогу у средњоамеричкој култури преузели су Мешике (аутохтони назив за Астеке), који су 1325. основали град Мексико-Теночтитлан из ког су владали највећом државом која је икад постојала у преколумбовској Средњој Америци, и коју су 1521. године освојили Шпанци.

### Шпанско освајање
Након експедиција Франсиска Ернандеза де Кордобе (1517) и Хуана де Грихалве (1518), Ернан Кортес је стигао у Козумел и дошао до обала Табаска, где се одиграла битка код Сентле, у којој су Маје потукле шпанског конкистадора. Овде је Кортес основао Санта Марија де ла Викторија, где је на поклон добио домороткињу Малинцин, далеко познатију као Малинче, која је остала уз њега целог живота и верно му служила као преводилац.
Фебруара 1519. године Кортес је са својим људима стигао у Веракруз, одакле је наставио ка унутрашњости средњоамеричког континента. Ту је склопио савез са неким племенима и наставио ка астечкој престоници Теночтитлану у потрази за златом и другим драгоценостима. На том путу је поразио неке астечке савезнике, као нпр. у покољу у Чолули.
Владар астечког царства у време доласка Шпанаца био је Монтезума II, који је Шпанце примио на мирољубив начин, али је покољ у Токскатлу који су извршили Шпанци изазвао побуну међу Астецима и натерао их да се дигну на оружје. Том приликом, Монтезума је био убијен, а на његово место дошао је његов брат, Квитлавак. Квитлавак је 1520. године нанео пораз Шпанцима, али је убрзо умро од великих богиња. Богиње, које су у Америку донели са собом конкистадори, током двадесетих година 16. века однеле су животе више милиона Астека. Кватемок, последњи вођа Теночтитлана, ухапшен је 13. августа 1521. године и погубљен 1525. године,. Тачан датум Кватемоковог погубљења није познат, као ни место где је сахрањен.

### Колонијално доба
Након освајања Теночтитлана, Ернан Кортес је преузео власт као генерал капетан Вицекраљевства Нове Шпаније. Године 1527. основана је Краљевска Аудијенција Мексика. Први вицекраљ био је Антонио де Мендоза и Пачеко, који је ступио на дужност 1535. године. Новом Шпанијом владало је укупно 63 вицекраља током скоро 300 година шпанске доминације. Шпанска власт је повремено била суочена са домородачким отпором, као нпр. Рат Чичимека (1546), Микстонов рат (1540—1551), Побуна Перикуа (1734—1737) и побуна Маја из Систеила (1761).
Привреда Нове Шпаније почивала је на рударству, захваљујући коме је ово вицекраљевство могло да развије и друге активности, нарочито занатство и пољопривреду, које су претвориле регионе области Бахио и долине Мексика и Пуебле у богате пољопривредне регионе са развијеном индустријом.
Трговина Вицекраљевства обављала се у две луке: Веракруз у Мексичком заливу и Акапулко на Пацифику. У Акапулко је стизала роба са Филипина, одакле се даље транспортовала копном до Пуебле, града Мексика и Веракруза, а одатле се даље слала у Шпанију или у друге луке на Атлантику. Све до реформи које су извели Бурбони у 18. веку, трговина између вицекраљевстава није била дозвољена.
Током 300 година постојања Вицекраљевства створен је велики део културног идентитета и традиције модерног Мексика. Вицекраљевство Нове Шпаније дало је и многе светски познате личности, као што су Сор Хуана Инес де ла Круз, или Хуан Руиз де Аларкон на књижевном пољу, или Мануел Толса на пољу архитектуре. У области хемије истиче се Андрес Мануел дел Рио, проналазач ванадијума.
Житељи Нове Шпаније исповедали су углавном католицизам. Инквизиција се трудила да искорени домородачку идолатрију.

### Независност
Француска окупација Шпаније на почетку 19. века подстакла је појаву више покрета за независност широм америчког континента. Године 1808. Нова Шпанија претрпела је политичку кризу која се завршила државним ударом и збацивањем вицекраља Итуригараја.
Борба за независност Мексика почела је 16. септембра 1810. године, када је свештеник Мигел Идалго у градићу Долорес у држави Гванахуато позвао на борбу против шпанске доминације. Идалго је заслужан за укидање ропства у Мексику. Следеће године, 1811, Идалго је заробљен заједно са другим вођама устанка и стрељан у Чивави 31. јула.
Након његове смрти, вођство над покретом преузео је свештеник Хосе Марија Морелос, који је заузео кључне јужне градове. Године 1813. Морелос је сазвао Конгрес у Чилпансингу, на ком је 6. новембра донета Декларација о независности Северне Америке, а Мексико је добио свој први устав, проглашен у Апацингану. Две године касније, 1815, Морелос је заробљен и погубљен.
Почев од 1815. године, борци за независност су били на ивици пораза. Вође Педро Морено и Франсиско Хавијер Мина су 1817. брзо напредовали од Тамаулипаса до центра Нове Шпаније, али су на крају поражени. Помиловање које је прогласио вицекраљ Хуан Руиз де Аподака, подстакло је многе устанике да напусте борбу и дезертирају. Године 1820. Аподака је послао креолца Августина Итурбидеа против устаничког вође, Висентеа Герера, али Итурбиде, уместо да се бори против устаника, придружио се Гереру. Резултат је био потписивање Плана из Игвале 24. фебруара 1821. године. Када је последњи вицекраљ, Хуан О'Доноху стигао у Нову Шпанију, потписао је заједно са Итурбидеом Споразум у Кордоби 28. септембра 1821. којим је проглашена независност Мексика.

### 19. век
Након проглашења независности, Агустин де Итурбиде се одмах прогласио првим царем Мексика. Економска и политичка ситуација у Царству постајала је неподношљива, те је 1823. године Итурбиде био збачен и протеран, а Мексико је био проглашен републиком под именом Сједињене Мексичке Државе. Следеће године, 1824, проглашен је републикански устав, а Гвадалупе Викторија постао је први председник Мексика.
Следећи период мексичке историје био је веома буран и нестабилан, како на политичком, тако и на економском плану. Валентин Гомез Фаријас је 1833. године извео више либералних реформи, што је изазвало револт у конзервативним круговима који је довео до распуштања прве федералне републике и стварања прве централистичке републике. Генерал Антонио Лопез де Санта Ана прогласио је 1835. године тзв. Седам закона, чиме је изазвао сепаратистичке реакције у више департмана. Сепаратистички устанци су углавном бивали угушени, осим у Тексасу, који је прогласио своју независност 1836. године, и које су потом анектирале Сједињене Државе. Године 1841. и Јукатан је такође прогласио своју независност. Тек 1848. године, поново је постао део мексичке државе.
Између 1846. и 1848. Мексико је био у рату са САД због спора у вези са тексашким територијама. Рат је заршен споразумом Гвадалупе—Идалго, којим је Мексико био приморан да се одрекне више од половине својих територија у корист САД. Након завршетка рата, сукоби између политичких струја у земљи су се наставили, што је довело до једанаестог доласка на власт Санта Ане (1853—1855) који је по други пут успоставио диктатуру. Године 1854. либерали су се дигли на оружје под вођством Хуана Алвареза, што је довело до збацивања Санта Ане и доласка либерала на власт.
Проглашење Реформских закона либералне владе није одговарало интересима конзервативних група, а нарочито цркви. Године 1857. проглашен је нови устав Мексика, који је, између осталог, успоставио одвајање цркве од државе, прогласивши Мексико лаичком државом, као и федерализам као облик владавине. Пошто конзервативни кругови нису хтели да признају тај устав, 1858. године избио је Реформски рат током којег су обе стране имале своје владе. Рат се завршио 1861. године победом либерала, а на власт је дошао Бенито Хуарез, први мексички председник индијанског порекла (припадао је народу Запотека). Током шездесетих година 19. века, Мексико је претрпео инвазију Француске која је помагала конзервативце и чији је резултат био успостављање Другог мексичког царства, на чији је престо сео Максимилијан Хабзбуршки под именом Максимилијан I од Мексика. Француска интервенција је била завршена 1867. коначним поразом конзервативаца. Максимилијан је био ухапшен, суђено му је 14. а погубљен је 19. јуна 1867. године у Сантијагу де Керетару.
Бенито Хуарез је остао председник све до своје смрти 1872. године. Последње године његове власти доживеле су тешке критике разних либералних фракција. Након Хуарезове смрти, на месту председника нашао се Себастијан Лердо де Техада, за кога се говорило да је јакобинац. Након Техадиног неуспелог покушаја реизбора, на власт је дошао Порфирио Дијаз, републикански генерал током француске интервенције. Порфирио Дијаз је владао у два наврата, од 1786. до 1880, и од 1884. до 1911. Током овог периода, познатог под именом Порфиријато, Мексико је доживео значајан економски напредак захваљујући страним улагањима. С друге стране, овај период је такође познат и по великој друштвеној неједнакости и политичкој репресији. Радници и сељаци су живели веома бедно, политичка опозиција је била на силу елиминисана, а побуњеници су бивали протерани или слати на принудан рад.

### Мексичка револуција
Народно незадовољство режимом било је изражено штрајковима у Кананеји (1906) и Рију Бланку (1907), а 1910. године Порфирио Дијаз је путем изборне преваре победио на председничким изворима и послао у затвор свог противника, Франсиска Мадера. Мадеро је побегао из затвора и позвао народ на оружје. Устанку су се придружили разни друштвени слојеви, подр различитим заставама. Други револуционарни лидери били су Алваро Обрегон, Франсиско Виља, Венустијано Каранза, Емилијано Запата. Порфирио Дијаз је поднео оставку 24. маја 1911. и избегао у Француску, где је убрзо и умро, док је Мадеро био изабран за председника Мексика.
У фебруару 1913. године генерал конзервативац Викторијано Уерта је извршио државни удар у ком су били убијени Мадеро и потпредседник Хосе Марија Пино Суарез. Овај догађај је оживео грађански рат у ком су учествовали разни вође са својим независним војскама. Најистакнутији су били Панчо Виља и Емилијано Запата, као и Конституционалистичка војска Венустијана Каранзе. Каранза је покушао да уједини све устаничке војске сазивањем Конвенције у Агваскалијентесу, а 1917. године објавио је нови устав којим се и дан данас води Мексико. Конфликт између револуционарних фракција кулминирао је убиством Каранзе у Тлакскалантонгу 1920, Запате у Чинамеки у Морелосу 1919, и Франсиска Виље у Паралу у Чивави 1923. Након убиства Каранзе, на власт је дошао још један револуционарни вођа, Алваро Обрегон, кога је наследио Плутарко Елијас Каљес. Обрегон је био поново изабран 1928. године, али је био убијен пре него што је успео да преузме функцију.
Процењено је да је у рату погинуло 900.000 људи од укупног броја становништва које је имао Мексико 1910. године које је бројало 15 милиона.

### Савремена историја
Године 1929. основана је Револуционарна народна партија (шп. Partido Nacional Revolucionario), претходница Институционалне револуционарне партије (шп. Partido Revolucionario Institucional). Исте године отпочео је период познат под именом Максимато, који је био приведен крају избором Лазара Карденаса (1934—1940). Карденас је протерао Каљеса, побољшао образовни систем, покренуо аграрну реформу и национализовао нафтне изворе у Мексику, што је створило дипломатску кризу с оним земљама чији су грађани били оштећени Карденасовим радикалним мерама. Његов наследник, Мануел Авила Камачо (1940—1946), зауставио је аграрну расподелу, склопио је мир с новонасталом индустријском буржоазијом и суочио се с почетком Другог светског рата.
У периоду између педесетих и осамдесетих година 20. века, Мексико је прошао кроз период великог економског развоја, познатог под именом Мексичко чудо. Године 1960. национализована је електродистрибуција. Економски развој се огледао у побољшању инфраструктуре и јавних услуга, као и социјалне заштите. Међутим, велике социјалне разлике су и даље биле предмет народног незадовољства. Захтев за већим политичким слободама огледао се у студентском покрету 1968, који се трагично завршио покољем студената на тргу Тлателолко 2. октобра 1968. године, у којем је живот изгубило између 30 и 800 протестаната. Тих година појавиле су се и разне герилске јединице у различитим деловима земље, које су биле сурово угушене у процесу познатом под именом Прљави рат у Мексику.
Изборне реформе и висока цена нафте окарактерисали су администрацију Луиса Ечеверије. Следила је инфлација и криза 1982. године. Те године цене нафте су нагло пале, интереси су вртоглаво порасли, а влада је престала да плаћа своје дугове. Председник Мигел де ла Мадрид је посегао за девалуацијом државне валуте, што је као резултат дало инфлацију.
Осамдесетих година 20. века појавиле су се прве пукотине у монополистичкој позицији Институционалне револуционарне партије. У Доњој Калифорнији на изборима за гувернера победио је Ернесто Руфо Апел, а 1988. године левичарски представник Кваутемок Карденас је изгубио председничке изборе захваљујући изборној превари. На место председника дошао је Карлос Салинас де Гортари, што је довело до масовних протеста у главном граду.
Салинас је покренуо низ неолибералних реформи којима је фиксирао валутни курс и зауздао инфлацију. Извршена је приватизација и земља се отворила за уплив страног капитала. Последње године Салинасовог мандата, 1. јануара 1994, Мексико је потписао Северноамерички споразум о слободној трговини (НАФТА). Истог дана Запатистичка војска народног ослобођења отпочела је двонедељни оружани устанак против владе који је, заједно са убиствима Луиса Доналда Колосија и Хосеа Франсиска Руиза Масиеуа, озбиљно потресао мексичку политичку сцену.
Децембра 1994, мексичка економија је ушла у рецесију познату под именом „децембарска грешка“. Криза је брзо решена захваљујући помоћи САД коју је ауторизовао тадашњи председник САД, Бил Клинтон, као и значајним макроекономским променама које је предузела влада новог председника, Ернеста Зедиља. Резултат је био брз опоравак мексичке економије која је 1999. године достигла раст од готово 7%.
Након 71 године доминације на мексичкој политичкој сцени, Институционална револуционарна партија је 2000. године доживела пораз на председничким изборима, када је победио Висенте Фокс, представник опозиционе странке Странка националне акције. Године 2006. победу на председничким изборима однео је представник владајуће партије, Фелипе Калдерон Инохоса, са врло малом предношћу над левичарским кандидатом Андресом Мануелом Лопезом Обрадором који је довео у питање легитимност избора. Исте године отпочео је и рат против нарко-картела током ког је погинуло више од 34.000 особа, а само у 2010. је било 15.273 жртве.

## Географија

### Положај
Мексико обухвата територију на крајњем југу северноамеричког континента и крајњем северу Средње Америке између 14° и 33° северне географске ширине и 86° и 118° западне географске дужине. У геоморфолошкој основи највећег дела земље је северноамеричка тектонска плоча, за разлику од полуострва Доња Калифорнија које лежи на пацифичкој плочи. Мањи делови државе Чијапас леже на карипској плочи. У геофизичком погледу око 12% територије Мексика источно од превлаке Тевантепек налази се у Средњој Америци. У геополитичком погледу Мексико се сматра искључиво северноамеричком државом (заједно са Канадом и САД). Највиша тачка је вулкан Оризаба са надморском висином од 5.610 m, док се најнижа тачка налази 10 m испод нивоа мора и реч је о језеру Лагуна Салада у савезној држави Доња Калифорнија.
Државна територија обухвата површину од 1.964.375 km², а по величини територије Мексико се налази на 14. месту на свету. Континентални део обухвата 1.959.248 km² док на острва отпада 5.127 km². Мексику припада и 3.269.386 km² акваторије као део ексклузивне економске зоне, односно сва акваторија удаљена до 200 наутичких миља од обала (око 370 km).
На северу територија Мексика омеђена је границом са САД у дужини од 3.152 km, на југоистоку су границе са Белизеом (у дужини од 196 km) и Гватемалом (956 km). На западу Мексико излази на обале Тихог океана (укључујући и Калифорнијски залив), а источне обале запљускују Мексички залив и Карипско море (ивичне акваторије Атлантског океана). Укупна дужина обала је 11.122 km (не рачунајући острва), од чега 3.117,7 km отпада на атлантску, а 8.475,1 km на пацифичку обалу. Чак 17 од укупно 32 мексичке савезне државе има излаз на неку од акваторија.
| Екстремне тачке Мексика*                          |                |                                             |  |  |  |
|                                                   |                |                                             |  |  |  |
| Екстремни север                                   | 32°43‘06“ СГШ  | Гранични камен 206 уз границу са САД        |  |  |  |
| Екстремни југ                                     | 14°32‘27“ СГШ  | Ушће реке Сучијате уз границу са Гватемалом |  |  |  |
| Екстремни исток                                   | 86°42‘36“ ЗГД  | Општина Исла Мухерес у држави Кинтана Ро    |  |  |  |
| Екстремни запад                                   | 118°22‘00“ ЗГД | Рт Елефанте, острво Гвадалупе               |  |  |  |
| Екстремне тачке рачунајући и острвске територије. |                |                                             |  |  |  |

### Геологија и рељеф
Рељефом Мексика доминирају висоравни, планине и вулканске купе. Стеновите планине се кроз територију Мексика протежу од севера ка југу, од границе са САД па све до границе са Гватемалом. Западним делом државе паралелно са пацифичком обалом пружа се планински ланац Западне Сијера Мадре у дужини од око 1.250 km. Ланац је од обале одвојен ниском приобалном низијом просечне ширине око 300 km која се постепено сужава идући ка југу где јој је ширина свега 50-ак километара. Ова низија се на крајњем северу стапа са пустињом Сонором. Овај планински ланац јужно од ушћа реке Лерма постепено прелази у Трансмексички вулкански појас. Просечна надморска висина Западне Сијера Мадре је око 2.250 м док је највиши врх вулканска купа Серо Моинора (Cerro Mohinora) на 3.311 m.
Дуж источне половине државе, од границе са Тексасом па све до Вулканског појаса и планинског венца Сијера Микстека протеже се венац Источне Сијера Мадре у дужини од око 1.350 km. Између овог планинског ланца и обале Мексичког залива на истоку налази се нешто шира приобална равница која се такође постепено сужава идући ка југу. Просечна надморска висина Источне Сијере је око 2.200 m, а неколико врхова прелази 3.000 m.
Јужно од обе Сијере, а између пацифичког и приморја Мексичког залива, пружа се 900 km дугачки и до 130 km широки Трансвулкански појас, познат и као Кордиљера Неоволканика (Cordillera Neovolcánica). Овај вулкански појас, део ватреног појаса Пацифика, познат је по бројним активним вулканима и израженом сеизмизму. Ово је највиши део Мексика и ту се налазе три врха са преко 5.000 m надморске висине: Оризаба (5.610 м, трећи највиши врх у Северној Америци), Попокатепетл (5.462 м) и Ицаксиватл (5.286 м). Значајније вулканске купе су још и Невадо де Толука (4.690 м), Малинче (4.461 м) и Невадо де Колима (4.340 м). У овој географској регији налази се и вулкан Парикутин који се сматра најмлађом вулканском купом на свету (прва ерупција наизглед мирног брежуљка десила се 20. фебруара 1943). Кордиљера Неоволканика се сматра геолошким развођем између Северне и Средње Америке.
Дуж југозападне пацифичке обале протеже се планински ланац Јужне Сијера Мадре у дужини од око 1.200 km (од југа државе Мичоакан до превлаке Тевантепек). Ширина овог планинског ланца креће се од 100 на северу до 150 km у јужном делу. Источније је планински ланац Сијера Мадре де Оахака који се код превлаке Тевантепек стапа са Јужном Сијером. Јужно од превлаке, од међудржавне границе између Чијапаса и Оахаке па све до границе са Гватемалом у дужини од 280 km пружа се ланац Сијера Мадре де Чијапас. Највиши врх у овом делу земље чија је просечна висина око 1.100 m је вулканска купа Такана (4.060 м).
Између Источне и Западне Сијере и Кордиљера Неоволканика налази се пространа Мексичка висораван (Altiplanicie Mexicana) просечне надморске висине од око 1.200 m. Висораван је подељена на две мање целине нижим планинским ланцима који се заједничким именом називају Сијерас Трансверсалес. Северни део је знатно сушнији и нижи (у просеку око 1.100 м) и велики део ту заузима пустиња Чивава и полупустиња Закатекас. Јужни, виши део (око 2.000 м) ове висоравни је најнасељеније и најплодније подручје Мексика и ту се налазе и највећи мексички градови Мексико и Гвадалахара.
На крајњем северозападу Мексика налази се полуострво Доња Калифорнија. Полуострво које је од остатка земље одвојено доњим током реке Колорада и Калифорнијским заливом се протеже од града Мексикали на северу до града Кабо Сан Лукас на крајњем југу у дужини од 1.247 km. На источној обали дубоко у Мексички залив залази полуострво Јукатан обрасло тропским кишним шумама.
Изван континенталног дела Мексику припадају и острвске територије укупне површине 5.073 km². Најважнија пацифичка острва су вулкански архипелаг Ревиљахихедо (са острвима Сокоро, Кларион, Сан Бенедикто и Рока Партида), архипелаг Маријас (са 4 острва), те острва Гвадалупе, Анхел де ла Гварда, Седрос, Коронадо, Рокас Алихос, Тибурон, док је највеће острво у атланстском приморју Косумел.
С обзиром да се у основи мексичког копна налазе чак 4 велике тектонске плоче Мексико се убраја у сеизмички и вулкански најактивније регионе на свету. Највећи део земље лежи на северноамеричкој тектонској плочи која се на западу судара са пацифичком плочом а на југозападу са тектонском плочом Кокос. Океанско дно које је компактније и чвршће се услед кретања подвлачи под копно формирајући тако средњоамерички тектонски ров који се протеже дуж јужне обале Мексика. Подвлачење Кокосове плоче је главни узрочник снажних трусова у јужном делу Мексика. Стене са океанског дна ове плоче које се подвлаче под копно се топе и избијају на површину у виду лаве у подручју Трансмексичког вулканског појаса дуж којег се налазе бројни активни вулкани. Јужни огранак раседа Сан Андрес је довео до стварања Калифорнијског залива и одвајања полуострва Доња Калифорнија од остатка континента, а цео процес је праћен јаким трусовима у северозападном делу земље.
Услед тектонских покрета подручје око Акапулка на пацифичкој обали је 19. септембра 1985. погодио веома јак земљотрес магнитуде 8,1° рихтера. Страдало је између 30.000 и 40.000 људи, од чега око 10.000 у 300 km удаљеној престоници Мексику. Био је то најсмртоноснији забележени земљотрес у мексичкој историји.
Вулканске ерупције су такође уобичајена појава. Најмлађи вулкан у Мексику је Парикутин који се нагло појавио у ноћи 20. фебруара 1943. као фисура у пољу кукуруза у северном делу државе Мичоакан. Вулкан је за свега 7 дана од прве ерупције избацио количину лаве и другог материјала у висини петоспратнице, а након годину дана достигао је висину од 336 m. Данас је Перикутин један од најактивнијих вулкана у Мексику, и тренутно је висок 2.800 m.

### Воде
У хидролошком смислу и према подацима националног института за статистику и географију Мексика, цела територија земље је подељена на 13 хидролошко-административних регија које су формиране на основу хидролошких карактеристика одређених области.
Реке које теку ка обали су у највећем броју случајева јако кратког и стрмог тока условљеног бројним планинским ланцима који се пружају дуж обале. Територија Мексика дели се на три сливна подручја:
- Пацифички слив - овом сливу припада западни и југозападни део земље;
- Атлантски слив - на истоку, и дели се на слив Мексичког залива и слив Карипског мора;
- Ендореична подручја - у централном делу земље, басен оивичен високим планинама без могућности отицања ка мору.

Највеће реке у Мексику су Сантијаго и Балсас. У средишњој завали налази се неколико језера: Чапала, Куицео и друга.

### Клима
Мексико је климатски разнолика земља. Климатски се дели на три висинска појаса. Најнижи tierra caliente (врућа земља) обухвата тропске равнице у источном приморју са високом температуром и великом количином падавина. Изнад тог врућег појаса налази се tierra templada (умерена земља) са умереном климом која је повољна за живот и рад човека. Изнад 2.000 m је tierra fría (хладна земља) где су годишња доба, а нарочито лето и зима, изразита. Унутрашње завале и равнице имају карактеристичну континенталну климу са топлим летима и хладним зимама. На југоистоку земље су тропске области са 8–10 влажних месеци годишње. У области повратника, клима је сушна целе године, док је у области полуострва Калифорније клима медитеранска.

## Становништво
Мексико има 110.000.000 становника, по последњем званично спроведеном попису становништва (2009. године), који је спровео мексички Национални институт за статистику, географију и информатику, са следећим етничким саставом: 47% местици, 30% креоли, 10% кастици, 12% Индијанци и 1% остали, највише припадници црне расе. (Број становника у десној табели представља тренутну естимацију).
Око 5,8% становништва говори изворне индијанске језике. Мање од 1% становништва не говори шпански. Најзаступљенији индијански језици су наватл (око 1,6 милиона говорника) и мајатан (око 900.000). Од године 2003, држава признаје 62 локална језика.
| Година | Становништво |
| ------ | ------------ |
| 1805.  | 5.700.000    |
| 1842.  | 7.000.000    |
| 1880.  | 9.600.000    |
| 1895.  | 12.632.000   |
| 1900.  | 13.607.000   |
| 1910.  | 15.160.000   |
| 1921.  | 14.335.000   |
| 1930.  | 16.553.000   |
| 1940.  | 19.654.000   |
| 1948.  | 24.461.000   |

| Година | Становништво |
| ------ | ------------ |
| 1950.  | 26.282.000   |
| 1955.  | 30.557.000   |
| 1960.  | 34.994.000   |
| 1965.  | 41.284.000   |
| 1970.  | 50.695.000   |
| 1975.  | 60.145.000   |
| 1990.  | 81.250.000   |
| 1996.  | 93.182.000   |
| 2000.  | 100.350.000  |
| 2006.  | ~108.700.000 |

### Језици
Око 6.000.000 држављана Мексика у свакодневном животу говори неки од домородачких језика као матерњи, а најраспрострањенији је језик наватл (1.376.026).

### Религије
Вјерска структура становништва:
- 83% - римокатолици
- 10% - остали хршћани
- 5% - атеисти
- 3% - није се изјаснило
- 0,2% - друге религије

### Највећи градови
| Тихуана Пуебла Гвадалахара | 1.  | Мексико             | Савезни округ    | 8.851.080 | Леон Сијудад Хуарез Запопан Монтереј |
| Тихуана Пуебла Гвадалахара | 2.  | Екатепек де Морелос | Мексико          | 1.656.107 | Леон Сијудад Хуарез Запопан Монтереј |
| Тихуана Пуебла Гвадалахара | 3.  | Тихуана             | Доња Калифорнија | 1.559.683 | Леон Сијудад Хуарез Запопан Монтереј |
| Тихуана Пуебла Гвадалахара | 4.  | Пуебла              | Пуебла           | 1.539.819 | Леон Сијудад Хуарез Запопан Монтереј |
| Тихуана Пуебла Гвадалахара | 5.  | Гвадалахара         | Халиско          | 1.495.189 | Леон Сијудад Хуарез Запопан Монтереј |
| Тихуана Пуебла Гвадалахара | 6.  | Леон                | Гванахуато       | 1.436.480 | Леон Сијудад Хуарез Запопан Монтереј |
| Тихуана Пуебла Гвадалахара | 7.  | Сијудад Хуарез      | Чивава           | 1.332.131 | Леон Сијудад Хуарез Запопан Монтереј |
| Тихуана Пуебла Гвадалахара | 8.  | Запопан             | Халиско          | 1.243.756 | Леон Сијудад Хуарез Запопан Монтереј |
| Тихуана Пуебла Гвадалахара | 9.  | Монтереј            | Нови Леон        | 1.135.550 | Леон Сијудад Хуарез Запопан Монтереј |
| Тихуана Пуебла Гвадалахара | 10. | Незавалкојотл       | Мексико          | 1.110.565 | Леон Сијудад Хуарез Запопан Монтереј |
| Тихуана Пуебла Гвадалахара | 11. | Мексикали           | Доња Калифорнија | 936.826   | Леон Сијудад Хуарез Запопан Монтереј |
| Тихуана Пуебла Гвадалахара | 12. | Кулијакан           | Синалоа          | 858.638   | Леон Сијудад Хуарез Запопан Монтереј |
| Тихуана Пуебла Гвадалахара | 13. | Наукалпан де Хуарез | Мексико          | 833.779   | Леон Сијудад Хуарез Запопан Монтереј |
| Тихуана Пуебла Гвадалахара | 14. | Мерида              | Јукатан          | 830.732   | Леон Сијудад Хуарез Запопан Монтереј |
| Тихуана Пуебла Гвадалахара | 15. | Толука              | Мексико          | 819.561   | Леон Сијудад Хуарез Запопан Монтереј |
| Тихуана Пуебла Гвадалахара | 16. | Чивава              | Чивава           | 819.543   | Леон Сијудад Хуарез Запопан Монтереј |
| Тихуана Пуебла Гвадалахара | 17. | Керетаро            | Керетаро         | 801.940   | Леон Сијудад Хуарез Запопан Монтереј |
| Тихуана Пуебла Гвадалахара | 18. | Агваскалијентес     | Агваскалијентес  | 797.010   | Леон Сијудад Хуарез Запопан Монтереј |
| Тихуана Пуебла Гвадалахара | 19. | Акапулко            | Гереро           | 789.971   | Леон Сијудад Хуарез Запопан Монтереј |
| Тихуана Пуебла Гвадалахара | 20. | Ермосиљо            | Сонора           | 784.342   | Леон Сијудад Хуарез Запопан Монтереј |

## Политика

### Развој уставности
Политички устав Сједињених Мексичких Држава (шп. Constitución Política de los Estados Unidos Mexicanos) постоји од 1917. године. Настао је као резултат мексичке револуције и израђен је од стране уставнотворне скупштине. Устав је прадстављао компромис различитих интересних група, због чега садржи елементе антиклерикализма, национализма, антиимперијализма, републиканизма, патернализма и социјалискичког реформизма. На то долазе и елементи либерализма, као што су грађанска права и слободе, правна држава, опште и једнако изборно право - које је пак до 1953. било ограничено само на мушкарце, социјална држава и загарантованост права на приватну својину, при чему је устав признавао и јемчио права и других облика својине. Члан 27, најдужи члан мексичког устава, приписује држави својину над земљом и водама, као и право да пренесе њихово управљање приватним лицима или колективима. Примарна сврха овог члана је било ограничавање моћи великих земљопоседника. Сличан циљ је имао и члан 123, којим су зајамчена права радника. Оба члана заједно, су дуго времена чинили основ легитимитета постреволуционарној влади у свом деловању за револуционарни пројекат и политичку контролу.
Уставом формално загарантована права грађана су се, међутим, дуго времена налазила изван реалности мексичког политичког система. У мексичком корпоративизму утуживост права није била нарочито изражена, већ је на том месту стајао систем сачињен од политичких предности, лојалности и фаворизација, које су у преговорима издеференциране (рашчишћаване). Стога је спровођење уставом загаранованих права било углавном везано за способност мобилизације различитих друштвених групација и важности истих за одржање владе предвођене Институционалном револуционарном партијом. Државне институције и судови су се дуго времена мање бавили обезбеђењем примене права, већ су иста функционализовали у оквирима постојећег политичког поретка.
Мексички устав је од свог проглашења 1917. год. мењан преко 150 пута. Чланови 27 и 123 су промењени 1990. године у склопу промене економске политике. Уз то је однос цркве и државе ново одређен. Поред наведеног, дошло је, пре свега, до реформи које је требало да побољшају ситуацију људских права у земљи. Под председништвом (иковањем, дновањем) Карлоса Салинаса де Гортариса допуњен је члан 102, којим се регулишу овлашћења главног државног тужиоца. Мексички конгрес, као и законодавни органи појединачних савезних држава, су обавезни да створе органе којим треба да се надзире придржавање уставом јемчених људских права, али који притом немају овлашћења везана за избре, судске процесе и односе на раду. Под Ернестом Зедињом у устав је још додато и право на јавну заштиту. Упркос овим прилагођавањима устава, стање људских права и слобода у Мексику се готово није променило, због чега је друштвено, политичко и културно einbettung (или ...) уставних реформи, још увек упитна.

### Политички систем
Мексико је од 1917. године председничка федерална држава.

#### Председник
Председник је истовремено и шеф савезне владе и највиши представник државе. Биран је непосредно на изборима од народа на један једини мандат у трајању од шест година - такозвани sexenio. Забрана реизбора на функцију је прописана уставом. Превремени одлазак са функције, уставом није предвиђен и ступа на снагу само у случају смрти. Функција председника сједињује у себи велики број смерница моћи. Председник има право законодавне иницијативе, као и право на вето на законодавне иницијативе из Конгреса. Поред тога је и врховни заповедник мексиканске војске, где и именује њене највише функционере, као и ред високих државних службеника и главног државног правобраниоца. До 1996. могао је да именује шефа владе Федералног дистрикта града Мексика, који се од тада бира непосредно. У сагласности са Конгресом, може да прогласи ванредно стање. Има и право иницирања објаве рат, даје смернице за вођење спољне политике и потписује међународне уговоре. Поред ових, функцију председника карактеришу и многобројне друге овласти (→ Председник Сједињених Мексичких Држава).
Поред наведених уставом прописаних овлашћења, дуг период владавине Институционалне револуционарне партије карактерисала су и друга неформална правила везана за функцију председника. Председник је био доминантна фигура унутар и над странком, уздржавао се од критике својих претходника (у функцији), те морао да се повинује њиховим традицијама, јер би у супротном могао бити искључен из центра моћи. Током свог шестогодишњег мандата, тек је у трећој и четвртој години достизао зенит моћи, да би се при крају мандата старао о свом наследнику. Упркос избора од стране народа, сукцесија није вршена на транспарентан начин, већ је решавана неформалним процесом између различитих фракција и група унутар мексичке политичке класе. Врхунац је био чин обелодањивања који је описиван као откривање (destape) и у којем је председник свог наследника именовао показивањем прстом (dedazo).

### Административна подела
Мексико се састоји из 32 савезне државе, којима владају гувернери, и једног савезног дистрикта, у коме се налази главни град.
| Административна подела Мексика | Административна подела Мексика | Административна подела Мексика | Административна подела Мексика | Административна подела Мексика | Административна подела Мексика |
| --- | ------------------------------ | ------------------------------ | ------------------------------ | ------------------------------ | ------------------------------ |
| Мексички залив Калифорнијски залив Тевантепечки залив Залив Кампече Пацифички океан Хондураски залив Гватемала Белизе Сједињене Америчке Државе МС АГ Доња Калифорнија Јужна Доња Калифорнија Кампече Чијапас Чивава Коавила Колима Дуранго Гванахуато Гереро Идалго Халиско ME Мичоакан MO Најарит Нови Леон Оахака Пуебла КЕ Кинтана Ро Сан Луис Потоси Синалоа Сонора Табаско Тамаулипас ТЛ Веракруз Јукатан Закатекас |                                |                                |                                |                                |                                |
| Административна јединица | Скраћеница (ISO)               | Главни град                    | Година проглашења              | Број становника                | Површина                       |
| Агваскалијентес | MX-AGS                         | Агваскалијентес                | 1857.                          | 1.184.996                      | 5.625                          |
| Веракруз | MX-VER                         | Халапа                         | 1823.                          | 7.643.194                      | 71.856                         |
| Гереро | MX-GRO                         | Чилпансинго де лос Браво       | 1849.                          | 3.388.768                      | 63.794                         |
| Гванахуато | MX-GTO                         | Гванахуато                     | 1823.                          | 5.486.372                      | 30.621                         |
| Доња Калифорнија | MX-BCN                         | Мехикали                       | 1952.                          | 3.155.070                      | 71.546                         |
| Дуранго | MX-DUR                         | Викторија де Дуранго           | 1824.                          | 1.632.934                      | 123.367                        |
| Закатекас | MX-ZAC                         | Закатекас                      |                                | 1.490.668                      | 75.416                         |
| Идалго | MX-HGO                         | Пачука де Сото                 | 1869.                          | 2.665.018                      | 20.856                         |
| Јужна Доња Калифорнија | MX-BCS                         | Ла Паз                         | 1974.                          | 637.026                        | 73.943                         |
| Јукатан | MX-YUC                         | Мерида                         |                                | 1.955.577                      | 39.671                         |
| Кампече | MX-CAM                         | Сан Франсиско де Кампече       | 1863.                          | 822.441                        | 57.727                         |
| Керетаро | MX-QRO                         | Сантијаго де Керетаро          |                                | 1.827.937                      | 11.658                         |
| Кинтана Ро | MX-ROO                         | Четумал                        | 1974.                          | 1.325.578                      | 42.535                         |
| Коавила | MX-COA                         | Салтиљо                        |                                | 3.055.395                      | 151.571                        |
| Колима | MX-COL                         | Колима                         | 1856.                          | 650.555                        | 5.627                          |
| Мексико | MX-MEX                         | Толука де Лердо                |                                | 15.175.862                     | 22.333                         |
| Мексико (град) | MX-DIF                         | -                              |                                | 8.851.080                      | 1.479                          |
| Мичоакан | MX-MIC                         | Морелија                       |                                | 4.351.037                      | 58.667                         |
| Морелос | MX-MOR                         | Куернавака                     | 1869.                          | 1.777.227                      | 4.892                          |
| Најарит | MX-NAY                         | Тепик                          | 1917.                          | 1.084.979                      | 27.862                         |
| Нови Леон | MX-NLE                         | Монтереј                       | 1824.                          | 4.653.458                      | 64.203                         |
| Оахака | MX-OAX                         | Оахака де Хуарез               | 1823.                          | 3.801.962                      | 93.343                         |
| Држава Пуебла | MX-PUE                         | Пуебла                         |                                | 5.779.829                      | 34.251                         |
| Сан Луис Потоси | MX-SLP                         | Сан Луис Потоси                | 1823.                          | 2.585.518                      | 61.165                         |
| Синалоа | MX-SIN                         | Кулијакан                      | 1830.                          | 2.767.761                      | 57.331                         |
| Сонора | MX-SON                         | Ермосиљо                       | 1824.                          | 2.662.480                      | 184.946                        |
| Табаско | MX-TAB                         | Виљаермоса                     |                                | 2.238.603                      | 24.747                         |
| Тамаулипас | MX-TAM                         | Сијудад Викторија              |                                | 3.268.554                      | 80.148                         |
| Тласкала | MX-TLX                         | Тласкала де Сикотенкатл        | 1856.                          | 1.169.936                      | 4.016                          |
| Чивава | MX-CHI                         | Чивава                         |                                | 3.406.465                      | 247.487                        |
| Чијапас | MX-CHP                         | Тукстла Гутијерез              | 1824.                          | 4.796.580                      | 73.681                         |
| Халиско | MX-JAL                         | Гвадалахара                    | 1823.                          | 7.350.682                      | 78.630                         |

## Привреда
Мексико се налази у групи средње развијених земаља, а у сиромашној Латинској Америци убраја се у њен најразвијенији део. Главне привредне делатности су: метална индустрија, рударство, металургија обојених метала, пољопривреда и туризам. Захваљујући обиљу вулканских излива Мексико је богат рудама обојених метала-по производњи цинка, сребра, олова и живе спада у групу првих земаља света. У погледу услова за пољопривреду, природа није била издашна према Мексику. Око 1/3 укупне површине чине пустиње, полупустиње и кршевити планински предели, а обрадива површина заузима само 13% укупне површине. Веће су површине под пашњацима и шумама. Обрадива површина шири се вештачким наводњавањима. Основу исхране становништва чине кукуруз и пасуљ, а и у главне производе спадају: пшеница, памук, кафа, шећерна трска, наранџе, банане и ананас. По приходима од иностраног туризма, који углавном потиче од туриста из САД, Мексико се налази међу првим земљама света. Мексико извози: руде, обојене метале, нафту, памук, воће, шећер, дуван и месо, а увози пшеницу и разне индустријске производе. Спољнотрговинска размена обавља се највећим делом са САД.

## Књижевност
Мексичка књижевност је заједно са књижевностима Шпаније, Аргентине и Кубе једна од најплоднијих и најутицајнијих књижевности шпанског говорног подручја.

### Претколумбовска књижевност
Корени мексичке књижевности налазе се како у књижевностима аутохтоних народа Мезоамерике, тако и у шпанској књижевности са Иберијског полуострва. С историјске тачке гледишта, мексичка књижевност подразумева књижевност насталу како на језику наватл преколумбовских цивилизација, тако и књижевност на шпанском језику која је настајала током колонијалног доба, као и доба након остварења независности. С тим у вези, одређује се и географски концепт мексичке књижевности, који подразумева како територије садашњег Мексика, тако и територије Гватемале, кад је преколумбовска књижевност у питању, затим територију коју је обухватало вицекраљевство Нова Шпанија током колонијалног доба, као и различите границе које је Мексико имао након проглашења независности.
Претколумбовска књижевност на територији данашњег Мексика односи се на књижевни израз на језику наватл, на којем су стварали како припадници народа Толтека, тако и Астека и других народа који су користили тај језик. Књижевност на језику наватл, и уопште мексичка претколумбовска уметност тесно је везана за религију, која је сачувана у малобројним кодексима који се данас чувају у националним библиотекама широм света. Пошто наватл није имао писмо у правом смислу речи, кодекси су представљали пиктографску помоћ за меморисање текстова који укључују генеалогије, астрономске записе или спискове пореских обвезника. Књижевност на језику наватл укључивала је прозу, поезију и позориште. Поезија је најважнији део ове књижевности и обухвата верске и епско-религиозне поеме. Прозу чине у великој мери дидактички текстови, али такође и религиозни и историјски. Што се позоришта тиче, оно се састојало од плеса и певања као и од пантомиме. Нажалост, није сачуван ниједан драмски текст на језику наватл, тако да информације које имамо потичу из записа шпанских свештеника.
У мексичку претколумбовску књижевност убрајају се и два веома значајна дела народа Маја — Попол Вух и Чилам Балам. Попол Вух је написан језиком киче, настао је на територији данашње Гватемале и представља колекцију мајанских легенди о настанку света, док је Чилам Балам написан између 17. и 18. века на језику јукатек латинским писмом на мексичком полуострву Јукатан, и представља рекопилацију мајанских знања

### Књижевност у доба освајања и колонијална књижевност
Освајање новог континента било је обележено непроцењивим уништењем великог дела уметничког и књижевног стваралаштва домородачког становништва и било је мотивисано што похлепом, што верским фанатизмом, што незнањем. Међутим, кад је прошао најжешћи период освајања, утицај домородачке културе почео је да се манифестује у свим изразима колонијалног живота, па и у књижевности. Свештеници религиозних редова, присутни још на првим Колумбовим путовањима као и у етапама освајања и колонизације са задатком евангелизације новог континента, поред тога што су са собом донели европску и шпанску културу и обичаје, такође су активно ширили домородачку култури и радили на њеном очувању. Као део мисионарских напора, припадници религиозних редова (у првом реду францисканци, доминиканци и нешто касније, и језуити), увели су латинско писмо у језик наватл. Током првих 20 година освајања, записивани су текстови на наватл језику латинским писмом. Рад францисканца Бернардина де Саагуна је од непроцењиве важности за овај период — Фирентински кодекс је дванаестотомна збирка астечке културе. Такође ваља споменути и Хронику Мешикајотл, хронику краљевске породице Теночтитлана, дело Фернанда Алварада Тезозомока.
Део књижевности периода освајања такође чине и хроничари освајања и колонизације, међу које спадају Ернан Кортес и један од Кортесових војника, Бернал Дијаз дел Кастиљо. Кортес је био први који је описао нови свет у својим писмима упућеним Карлу V, док је дело Бернала Дијаза дел Кастиља, Истинита историја освајања Нове Шпаније, било посвећено самом освајању астечког царства.
Ствараоци Нове Шпаније били су такође под утицајем тенденција у књижевности и уметности које су владале у метрополи и Европи. Ренесанса је у „нови свет“ дошла преко италијанских утицаја које је у мексичку поезију увео Гутијере де Сетина. Поред Сетине, треба поменути и Еухенија де Салазара де Аларкона, Хуана де ла Куеву и Педра Треха.
Барок је у Новој Шпанији, као и у свим другим шпанским колонијама, стигао преко утицаја из метрополе и њеног Златног века. У поезији, несумњив утицај је извршио Луис де Гонгора и култизам. Гонгоризам у Новој Шпанији није био само пуко имитирање стила који је дошао из метрополе, већ је био оригиналан стил који је у себи сједињавао домородачку трезвеност са шпанским преференцијама за церемонијални и свечани стил. На пољу епског песништва, истиче се Бернардо де Балбуена, док се у области лирике истичу сор Хуана Инес де ла Круз (такође звана и Десета муза), као и Карлос де Сигвенза и Гонгора, кога је Сор Хуана из миља звала „угодни лабуд поезије“ (шп. canoro cisne de la poesía). Барокно позориште се огледало у креолском театру који, иако под утицајима из метрополе, имао је сопствени сензибилитет који се испољио како на језичком плану, тако и у погледу сценографије и психологије специфичних ликова. Истакнута имена, поред Хуане Инес де ла Круз, била су и Хуан Руиз де Аларкон (који је био родом из Нове Шпаније, али је стварао у метрополи, у Шпанији) и Фернан Гонзалез де Еслава. Проза се ограничавала углавном на хронике. Иако су се у многим прозним делима могли наћи елементи романа, модеран роман у правом смислу речи није постојао у колонијално доба. Постојали су утицаји пасторалног романа, нарочито Монтемајорове „Дијане“, који се огледа у делу Бернарда де Балбуене и Франсиска Брамона, као и пикарског романа који се огледа у делу Карлоса Сигвенсе и Гонгоре.

### Просветитељство и илустрација
У 18. и 19. веку, шпанске колоније, па и Мексико, престају да се угледају само на метрополу и окрећу се и другим европским земљама и њиховим утицајима, понајвише Француској, али и других књижевности као што су италијанска, енглеска немачка, европска уопште као и књижевност САД. Просветитељска књижевност у Хиспанској Америци је окренута пре свега науци и филозофији, показује интерес за човека, и развија се од друге половине 18. века. Нове идеје добијају све више присталица, и по угледу на метрополу, оснивају се друштва чији је развој хиспаноамеричких земаља. У Мексику су 1808. основана два: Sociedad de Guadalupe и La Arcadia Mexicana. Међутим, просветитељска књижевност Мексика није дала нека велика дела нити велика имена. Једино име вредно помена јесте Хосе Хоакин Фернандез де Лизарди, чији рад се сматра симболом мексичке пикареске и први модеран роман написан на америчком тлу.

### Књижевност независног Мексика
Романтизам у Хиспанској Америци, па и Мексику, доживљава највећи успон између 1840. и 1890. године. Писци опет стављају човека у у средиште својих интересовања. Опада интерес за Европу и расте интерес за оно што се дешава код куће. У Мексику, главна тема је био рат са САД 1845, потом анексија Тексаса и грађански рат између 1851. и 1859. Истакнути представници мексичког романтизма су Игнацио Родригез Галван, Гиљермо Пријето и Мануел Пајно. Галван је био аутор историјских драма, Пријето је био песник који је у правом романтичарском стилу уздизао рат, мексичке пејзаже и обичаје, док је Пајно био посвећен наративи. Од песника такође треба поменути и Мануела Флореса, Хуана де Диоса Пезу и Мануела Акуњу.
Модернизам у Мексику доживљава свој пуни изражај кроз дела песника Мануела Гутијереза Нахере и Амада Нерва. Од постмодерниста, ваља истаћи Луиса Г. Урбину.
У романима Елохија Анконе присутан је индијанизам. Игнасио Мануел Алтамиран у својим првим делима рефлектује романтизам, да би преко костумбризма стигао до реализма у свом каснијем опусу. Костумбриста Луис Г. Инклан у свом делу описује живот мексичког сељака, док Висенте Рива де Паласио описује интересантне мексичке обичаје. На пољу историјског романа може истаћи дело Хуана Дијаза Коварубијаса у коме оживљава време борбе за независност.
Реализам у Мексику прима утицаје Бенита Переза Галдоса. Међу истакнутим реалистичким писцима налазе се Рафаел Делгадо, Хосе Лопез Портиљо и Рохас, и Емилио Ребаса. Натурализам у Хиспаноамерици је под јаким утицајем Золиних романа. Роман „Santa“ (Светица) мексичког писца Федерика Гамбое сматрао се хиспаноамеричким еквивалентом Золине Нане.
Избијањем мексичке револуције 1910. појављује се читава плејада писаца који у својим делима представљају драматичну реалност грађанског рата. Маријано Азуела, хроничар овог рата у ширем смислу речи, заузима посебно место међу овим писцима. Такође треба поменути и Мартина Луиса Гусмана и Грегорија Лопеза и Фуентеса. У делима ових писаца, главни протагониста постаје народ који је у сталној потрази за новим начином живота, увек изнова фрустриран поразом и разочарењем.
У поезији, авангарда је у Мексику наишла на плодно тле. Најзначајнија група авангардних песника била је група која се окупила око часописа „Лос контемпоранеос“ (шп. Los Contemoráneos; „савременици“), међу којима су најистакнутији Карлос Пељисер, Хавијер Виљаурутија и Хосе Горостиза. Почетком двадесетих година 20. века настаје стридентизам у ком се највише истичу Аркелес Вела и Мануел Маплес Арсе. Поезија овог покрета истицала се хладним механизмом и противљењем буржоаској свести, из које је настала револуционарна поезија додуше, оскудног лирског значаја. Најпрестижнији савремени песник је несумњиво Октавио Паз, добитник Нобелове награде за књижевност 1990. У почетку заинтересован за друштвене теме, након дугог боравка у Паризу и интензивог контакта с надреализмом, окреће се једној поезији са веома интензивним метафизичким тоном.
Педесетих и шездесетих година 20. века у Хиспаноамерици долази до појаве у књижевности познате под именом „хиспаноамерички бум“. Писци ове групе имали су несумњив уметнички квалитет и таленат за иновацију. Појављују се нови млади романописци који се истовремено боре против устаљених модела и дају облик једном новом типу романа, потпуно другачијем од оног који је до тада владао. Веома важну улогу у стварању новог хиспаноамеричког романа имали су мексички писци, од којих двојица — Хуан Рулфо и Карлос Фуентес — припадају плејади најбољих и најпознатијих писаца новог хиспаноамеричког романа. Хуан Рулфо је увео корените промене у мексичку наративу прво својим приповеткама сакупљеним у збирци Долина у пламену (шп. El llano en llamas; 1953) коју је касније проширио романом „Педро Парамо“ (1955)у коме долази до праве револуције у приповедачкој структури и употреби времена. Мексичка револуција и њен неуспех такође су теме и у делу Карлоса Фуентеса. La región más transparente (1958) и Смрт Артемија Круза (шп. La muerte de Artemio Cruz; 1962) два су фундаментална романа за настанак новог хиспаноамеричког романа, од којих је други потврдио Фуентеса као писца. У овом роману, Фуентес оштро критикује опортунизам оних који су продали Револуцију. Структура је веома комплексна са преклапањем вишеструких временских простора који иду од Монтезуме преко нацистичке Европе до модерног Мексика.
Савремени хиспаноамерички роман нимало није изгубио на снази након феномена хиспаноамеричког бума. Последње две деценије 20. века у Мексику карактеришу се континуитетом аутора попут Карлоса Фуентеса, као и појавом нових аутора. Посебно се истичу женски аутори, као што су Росарио Кастељанос, Елена Поњатовска или Анхелес Мастрета. Такође ваља поменути и Лауру Ескивел, чији је роман Као вода за чоколаду (шп. Como agua para chocolate; 1989) био врло брзо екранизован. Други значајни мексички романописци који тренутно стварају су Омеро Аридхис, Серхио Питол, Ектор Агилар Камин. Пако Игнасио Таилбо је писац политичко-полицијских романа, од којих су многи били и екранизовани. Од млађих писаца, истичу се Луис Запата, Кармен Боуљоса, Еухенио Партида. Што се позоришта тиче, савремени мексички драматурзи поседују аутентичан квалитет, а неки од њих су успели да привуку и међународну пажњу, као нпр. Хавијер Виљаурутија, Селестино Горостиза или Родолфо Узиљи.

## Култура
Култура Мексика је заправо мешавина више култура. Начин живота у Мексику обухвата многе аспекте који потичу од праисторијског и колонијалног периода. Други важни аспекти мексичке културе су вредности, јединство породице, поштовање, труд и солидарност заједнице.
Мексико се нагло променио током деветнаестог века. На разне начине, савремени начин живота у мексичким градовима, постао је веома сличан оном у градовима у Сједињеним Америчким Државама и Европи. Међутим, људи у већини мексичких села и даље живе на начин како су живели њихови преци. Више од 45% становништва живи у градовима са преко 50.000 становника, што је знатно утицало на мексичку културу.

### Кинематографија и фотографија
Историја мексичког филма почиње завршетком 19. века и почетком 20. века, када је неколико ентузијаста документовало историјске догађаје, највише Мексичку револуцију, те произвели филмове који су тек недавно откривени. Индустрија „немог филма“ у Мексику је произвела неколико филмова; међутим, многи од филмова који су снимљени до 1920. године су изгубљени, јер нису добро документовани. Први филм у Мексику, према изворима, изведен је 1895. годину помоћу кинетоскопа, којег је изумео Томас Едисон. Први редови испред престоничких биоскопа појавили су се приликом приказивања једноминутних међународних филмова попут The Card Players, Arrival of a Train, и The Magic Hat. Током Златног доба мексичког филма, Мексико је доминирао латиноамеричком филмском индустријом. Међународни филмски фестивал у Гвадалахари је најпрестижнији филмски фестивал Латинске Америке, а одржава се сваке године у Гвадалахари, Мексико. Мексички филмови су, више од филмова било које друге нације Латинске Америке, побеђивали на Канском филмском фестивалу, два пута освојивши Златну палму; филм Марија Канделарија је награду освојио 1946, а филм Виридијана 1961. године. Град Мексико је тренутно четврти највећи филмски и телевизијски центар у Северној Америци, иза Лос Анђелеса, Њујорка и Ванкувера, али највећи у Латинској Америци.
Први мексички дагеротипист звао се Х. М. Дијаз Гонзалез. Био је ученик Сан Карлоса, а 1844. године је отворио студио у улици Санто Доминго, у главном граду, где је правио минијатурне фотографије помоћу дагеротипије. Касније, када је техника дагеротипије превазиђена, постоје извори да се фотографски папир у Мексику први пут користио око 1851. године. Након што се цене фотографија пале, више их нису правиле само богате породице, већ и нижи друштвени сталеж. Такође, фотографија се увелико користила за политичке промоције. Тако је компанија Крусес и Кампа после смрти председника Бенита Хуареза продала издање од двадесет хиљада примерака портрета за велики новац. Један од првих познати мексичких фотографа био је Хесус Ерменехилдо Абитија, који је првих година 20. века имао фотографски атеље те био сниматељ документарног филма и фикције.

### Музика и плес
Музика Мексика је веома разноврсна и има широк спектар музичких жанрова и извођачких стилова. На њу су, од касног средњег века, утицале различите културе, нарочито културе домородачких народа и Европљана. Многе мексичке песме, као што су Bésame mucho, Granada, Cielito lindo, El Rey, La bamba, Maria Bonita и La Cucaracha, познате су широм света. У традиционалну мексичку музику спадају и музички састави као што су маријачи, банда, нортења, ранчера и коридо; међутим, Мексиканци највише слушају савремену музику, као што су поп, рок, итд. Мексико има највећу медијску индустрију у Латинској Америци, а мексички уметници познати су у Централној и Јужној Америци и деловима Европе, нарочито у Шпанији.
Мексико има дугу традицију у класичној музици, још од 16. века, када је био шпанска колонија. Музика Нове Шпаније, посебно она Хуана Гутијереза де Падиље и Ернанда Франка, све се више препознаје као значајан допринос култури Новог света. Неки од најзначајнијих композитора озбиљне музике су, између осталих, Мануел де Сумаја, Хулијан Кариљо, Хувентино Росас, Карлос Чавез, Хосе Пабло Монкајо и Артуро Маркез. Почев од краја 20. века постоји је све веће интересовање за оперске композиторе. Од композитора с почетка 21. века, треба издвојити Данијела Катана, Хулија Естраду и Габријелу Ортиз.
Мексички рок покрет настаје крајем педесетих и почетком шездесетих година 20. века, и брзо постаје популаран, а кулминира осамдесетих и деведесетих година 20. века, са аутентичним звуковима и стиловима. Неки од најзначајнијих извођача мексичке рок музике су, између осталих, Caifanes, Café Tacuba, Карлос Сантана, El Tri и Молотов.
Последњих тридесет година мексичку поп музику су предводили тинејџерски поп бендови, а касније и њихови бивши чланови. Тинејџерски поп бендови који су се истакли у последњих неколико деценија су Timbiriche, OV7 и RBD. Тренутно најпознатији мексички поп извођачи су Анаи Пуенте, Луис Мигел, Алехандро Фернандез, Талија, Лусеро, Марко Антонио Солис, Паулина Рубио, Алехандра Гузман, Глорија Треви, Кристијан Кастро, Белинда Перегрин и Дулсе Марија.

### Кухиња
Године 2005, Мексико је кандидовао своју кухињу за светску баштину код Унеска. То је био први пут да је нека земља своју гастрономску традицију представила у том смислу. Међутим, први покушај није био успешан јер комисија није успела да на прави начин истакне значај кукуруза у мексичкој кухињи. Коначно, 16. новембра 2010. године, мексичка кухиња је била проглашена за нематеријално културно наслеђе човечанства.
Мексичка кухиња је позната по својим интензивним и разноврсним укусима, шареним декорацијама, као и разним зачинима. Већина данашње мексичке хране заснива се на традиционалним јелима претколумбовских цивилизација комбинованим са кулинарским трендовима које је су донели шпански досељеници.
Конкистадори су вероватно комбиновали своју храну, то јест пиринач, говедину, свињетину, пилетину, вино, бели лук и црни лук са аутохтоним америчким врстама у коју спадају кукуруз, парадајз, ванила, авокадо, гуава, папаја, ананас, љута паприка, пасуљ, бундева, слатки кромпир, кикирики и ћуретина. Мексичка храна се разликује од региона до региона због локалне климе и географије, етничких разлика међу староседеоцима, као и због различитог интензитета утицаја шпанске културе и кухиње.
Северни део Мексика познат је по производњи и јелима од говедине, козетине и нојетине, а посебно је познат по говеђим шницлама. Кухиња централног дела Мексика углавном је настала под утицајем остатка земље, али има и своја аутентична јела, као што су роштиљ, позоле, менудо, тамалес и карнитас. Југоисточни Мексико, са друге стране, познат је по свом пикантном поврћу и јелима на бази пилетине. На кухињу југоисточног Мексика доста је утицала карипска, с обзиром на њихов географски положај. Телетина је уобичајена у Јукатану, док се морски плодови обично припремају у државама које излазе на Тихи океан или Мексички залив, а један од најпознатијих рибљих специјалитета је веракрузана.
Доласком других светских кухиња, које су постале веома популарне у Мексику, припремају се и јела која су карактеристична за неку другу државу, али на мексички начин. На пример, суши у Мексику се често прави са разноврсним сосовима на основу манга или тамаринда, а врло често се служи уз мешавину соја соса и љутих папричица.
Најпознатија међународна призната мексичка јела су чоколада, такос, кесадиља, енчилада, бурито, тамале и моле сос. Позната регионална јела су моле поблано, чиле ен ногада (пуњене папричице у сосу од ораха са наром) и чалупа из Пуебле; козетина и мачака из Монтереја, кочинита пибил из Јукатана, тлајуда из Оаксаке, те многа друга јела попут роштиља, чилакилеса, бечких шницли (које се на шпанском зову миланесас), итд.

### Културно наслеђе
Према информацијама из Националног института за антропологију и историју (шп. Instituto Nacional de Antropología e Historia), у децембру 2005. године било је 37.266 регистрованих археолошких локација у Мексику. Већина археолошких локација потиче из преколумбовског периода, али то није нужно, јер се археолошким налазиштем у Мексику сматра свака локација на којој су пронађени докази о људском деловању и постојању. На пример, у Монтереју, у савезној држави Нуево Леон, постоји музеј индустријске археологије. У граду Мексику, археолози су спасили остатке колонијалног манастира који се налазио на истом месту где се тренутно налази Палата лепих уметности. Као што је поменуто, постоји много локалитета које су настањивали праисторијски народи, хиљаде њих, иако нису сви отворени за јавност. Највише археолошких локација налази се на подручју где су некада живеле Маје, затим у централном Мексику, те у долини Оахака. Културном наслеђу Мексика припада и пињата, традиционална игра разбијања земљаног лонца или папирне вреће са слаткишима и играчкама.

#### Знаменитости
Мексички закон сматра историјским спомеником све што је изграђено између 16. и 19. века, односно, све од доласка, па до одласка шпанске колонијалне власти. Сва археолошка налазишта и историјски споменици сматрају се имовином мексичке нације, а чувају их Национални институт за антропологију и историју и Национални институт лепих уметности. Део тога су и комплекси историјских споменика у историјским језгрима градова, као што су Сантијаго де Керетаро, Мексико, Пуебла де Сарагоса, Оахака и Сан Франсиско де Кампече, а сви се налазе на списку места Светске баштине. Поред ових познатих знаменитости, бројни објекти који се налазе широм земље део су каталога Националног института за антропологију и историју.

## Спорт
Национални спорт Мексика је чарерија (charrería), једна варијанта родеа.
Најпопуларнији спорт у земљи је фудбал. Систем фудбалских такмичења је такав да сезону дели на два првенства: апертуру и класуру. Овакав систем такмичења је чест у целој Латинској Америци. Најуспешнији тимови у историји мексичког фудбала су: Депортиво Гвадалахара (Club Deportivo Guadalajara, 11 титула), ФК Америка (Club América, 10 титула), Толука (Toluca) и Круз Азул (Cruz Azul) са по 8 титула.
Од осталих спортова значајни су: бејзбол, бокс и варијанта професионалног рвања слободним стилом под именом луча либре (lucha libre).
У Мексику су одржане Летње олимпијске игре 1968. (у граду Мексику) и два светска првенства у фудбалу, 1970. и 1986.